# DI Crucis
DI Crucis (DI Cru / HD 104994 / WR 46) es una estrella en la constelación de la Cruz del Sur de magnitud aparente +10,8.
Se localiza a 55 minutos de arco al norte de θ2 Crucis.
Es miembro de la lejana Asociación estelar Cru OB4, asociación de tipo O distante 4.000 pársecs o 13.000 años luz del sistema solar.

## Características
DI Crucis es una estrella de Wolf-Rayet de tipo espectral WN3pe.
Su espectro se caracteriza por la presencia de líneas fuertes de Nv y HeII y por la ausencia de hidrógeno.
Aunque en el pasado fue considerada una binaria de rayos X de baja masa o una estrella V Sagittae, hoy su naturaleza Wolf-Rayet es incuestionable.
Los parámetros físicos de DI Crucis son todos estimados. Tiene una temperatura efectiva de 90.210 K y una luminosidad 500.000 veces superior a la luminosidad solar.
Con una masa 18 veces mayor que la del Sol, tiene un radio equivalente a 2,9 veces el radio solar.
La velocidad terminal de su viento estelar alcanza los 2450 km/s, perdiendo masa a razón 4 × 10-6 veces la masa solar cada año.
DI Crucis es una conocida fuente de rayos X, aspecto éste que fue descubierto por el Observatorio Einstein.
Su luminosidad en rayos X, entre 0,2 y 10,0 keV, es de 7,7 × 1032 erg/s.
Su espectro de rayos X está dominado por una componente blanda pero también se aprecia una componente dura por encima de 3 keV, similar al de otras estrellas WN.

## Posible compañera estelar
Se piensa que DI Crucis puede ser un sistema binario, en el cual una estrella de tipo OB acompaña a la estrella de Wolf-Rayet.
Comparando las líneas de helio del espectro de DI Crucis con las de WR 152 —estrella WN solitaria— se ha especulado que el tipo espectral de la compañera sea B7V.
El período orbital del sistema sería de 0,3113 días.

## Variabilidad
DI Crucis exhibe una variabilidad muy compleja en escalas de tiempo relativamente cortas de
unas pocas horas.
En el pasado se han observado cambios periódicos pero intermitentes en la velocidad radial, así como múltiples períodos fotométricos.
Se ha propuesto que este comportamiento a corto plazo se deba a pulsaciones no radiales, a modulación rotatoria rápida, o esté motivado por la presencia de una compañera de baja masa.
Asimismo, el estudio de DI Crucis en el ultravioleta lejano ha permitido constatar variaciones significativas en escalas de tiempo de unas ocho horas, que también se manifiestan en luz ultravioleta y en la región de rayos X.